# شهرستان واباش (ایندیانا)
شهرستان واباش، ایندیانا (به انگلیسی: Wabash County, Indiana) شهرستانی در ایالات متحده آمریکا است که در ایندیانا واقع شده‌است.